# Elaeodina refrangens
Elaeodina refrangens är en fjärilsart som beskrevs av Edward Meyrick 1926. Elaeodina refrangens ingår i släktet Elaeodina och familjen vecklare. Inga underarter finns listade i Catalogue of Life.